# طفح الكيل (فلم)
طفح الكيل هو فيلم دراما مغربي من إخراج محسن البصري سنة 2018، وبطولة كل من رشيد مصطفى وفاطمة الزهراء بناصر وسعيد باي ويوسف العلوي وغالية بن الزاوية ويونس بواب.
ينقل الفيلم الجانب المظلم من وضعية المستشفيات العمومية المغربية، المُتمثل في سيادة الرشوة والإهمال وحالات الاكتظاظ والهشاشة، والمتاجرة بأرواح بشرية تئن من شدة الألم.

## القصة
رجل يقف ضد الرياح على الجسر، يقفز وينتهي به الأمر في المستشفى بعد التعرض لكسر. إدريس وزوجته زهرة يذهبان إلى المستشفى مع ابنهما المريض، وينتاب الزوجان حالة من اليأس بسبب عدم قدرتهما على توفير على ما يلزم من المال لإجراء العملية. يقرر حسين، شقيق إدريس المثير للمشاكل، منحهما المال اللازم والذي سيحصل عليه من زوجين سويسريين سيتبنيان طفله المستقبلي.

## جوائز وتشريفات
أحرز الفيلم على جائزة الحسيني أبو ضيف لأفضل فيلم حريات في مهرجان الأقصر للسينما الأفريقية.  كما تلقى ستة ترشيحات في حفل توزيع جوائز الأكاديمية الأفريقية للأفلام الخامس عشر.

## روابط خارجية
- مقالات تستعمل روابط فنية بلا صلة مع ويكي بيانات